# بروسیموم
بروسیموم (نام علمی: Brosimum) نام یک سرده از تیره موراسه است.